# 新・三銃士/華麗なる勇者の冒険
『新・三銃士/華麗なる勇者の冒険』（しんさんじゅうし かれいなるゆうしゃのぼうけん、The Return of the Musketeers）は、1989年のイギリス・フランス・スペインの剣戟映画。
監督はリチャード・レスター、出演はマイケル・ヨーク、オリヴァー・リード、フランク・フィンレー、リチャード・チェンバレンなど。
アレクサンドル・デュマ・ペールの小説『ダルタニャン物語（三銃士）』の第2部『二十年後』を原作としている。
1973年に2本まとめて制作され、1973年と1974年に順次公開された『三銃士』、『四銃士』に次ぐ、リチャード・レスター監督による三銃士映画の第3作である。
日本では劇場未公開だが、ビデオが発売された。
撮影中プランシェ役のロイ・キニアが落馬事故で死去しており、この事故をきっかけにレスター監督は劇映画の監督から引退することになったという。

## ストーリー
17世紀半ば。フロンドの乱真っただ中のフランス。
ダルタニャンは、宰相マザラン枢機卿からかつての三銃士を呼び戻すよう命令を受け、アトス、アラミス、ポルトスを訪ねる。
司祭になり相変わらず女性関係が派手なアラミスは、ダルタニャンの誘いをすげなく断ってきた。大富豪になっていたポルトスは男爵の爵位を欲しがり、ダルタニャンの話に乗ってきた。貴族に戻り領地で息子ラウルと暮らしていたアトスは、ダルタニャンをいさめた上で断った。
ラウルが森を馬で走らせていると、首切り役人が暗殺される現場を目撃する。ラウルは殺人犯を追いかけ戦闘になるが、戦っている最中に殺人犯の帽子が飛んで、男装した女性の姿が現れる。その女性ジャスティンは語り始める。首切り役人は、自分の母を無慈悲に殺した男だと。ジャスティンはミレディとロシュフォールの娘だった。ジャスティンはラウルが宿敵アトスの息子だと気づくが、「跡取りの生命を奪う気はない」と言って立ち去る。
一方、ダルタニャンとポルトスは、マザランの命令で牢獄から脱獄したボーフォール公爵を追いかける。しかしアトスとアラミスがボーフォール公の護衛に着いており、ダルタニャンはボーフォール公に逃げられてしまう。
その頃、イギリスでは清教徒革命が起こり国王チャールズ1世がクロムウェルに捕まり処刑されようとしていた。王太后アンヌ・ドートリッシュに頼まれ、ダルタニャン、アトス、アラミス、ポルトス、ラウルは一路イギリスへ向かう。
ダルタニャンと元三銃士はロンドンへ到着すると、処刑台の下に隠れ、首切り役人を誘拐して処刑を延期させてチャールズ１世を救出しようとする。しかしジャスティンが首切り役人の代役を買って出て国王を処刑してしまった。ジャスティンはオリバー・クロムウェルに仕えていたのだ。
ダルタニャンたちは、急ぎ船でイギリスを脱出としようとする。しかしロシュフォールとジャスティンに先回りされ、乗船した船の船倉にはすでに火薬樽が積み込まれていた。
火薬樽に気づいたダルタニャンと三銃士は、船のボートを奪って逃げる。船は爆発炎上しロシュフォールは爆死した。ダルタニャンと三銃士は無事フランスに上陸する、
一方で、マザランはジャスティンの助けを借り、フロンドの乱が激しくなったパリからルイ14世を連れ出して自分の城に逃げ込み、跳ね橋を上げてしまう。
籠城したマザランだったが、ダルタニャンと三銃士は気球に乗ってマザランの城へ乗り込み、激しい戦闘の末にルイ14世を取り戻した。ラウルは、逃げるジャスティンを追おうとするが、ダルタニャンは首を横に振って止める。
フロンドの乱は無事に収まり、フランスに平和が訪れる。

## キャスト
- ダルタニャン: マイケル・ヨーク
- アトス: オリヴァー・リード
- ポルトス: フランク・フィンレー
- アラミス: リチャード・チェンバレン
- ラウル: C・トーマス・ハウエル
- アンヌ王妃: ジェラルディン・チャップリン
- ジャスティン・ド・ウィンター（原作のモードントに当たる。ミレディの娘の設定）: キム・キャトラル
- マザラン枢機卿: フィリップ・ノワレ
- ロシュフォール伯爵（英語版）: クリストファー・リー
- プランシェ: ロイ・キニア
- ボーフォール公: エウセビオ・ラザロ（スペイン語版）
- クロムウェル: アラン・ハワード（英語版）
- ルイ14世: デビッド・バーキン（英語版）
- チャールズ1世: ビル・パターソン（英語版）
- シラノ・ド・ベルジュラック: ジャン＝ピエール・カッセル

## 作品の評価
Rotten Tomatoesによれば、5件の評論のうち高評価は60%にあたる3件で、平均点は10点満点中5.6点となっている。